# 猪岡
猪岡（いのおか）は、秋田県横手市の大字。郵便番号013-0065。人口は612人、世帯数は196世帯（2020年10月1日現在）。住居表示は全域で未実施。旧平鹿郡旭村大字猪岡、旧平鹿郡猪岡村に相当する。

## 地理
横手市の中心部、横手地域の西部に位置しており、東で赤坂、西で清水町新田、南で平鹿町上吉田、北で塚堀・赤川と隣接する。横手盆地の東部に突き出た丘陵地帯の北端にあり、中央部を皿川が北流する。この丘陵地帯の突端には中世の城館址があり、横手城主小野寺氏の家臣猪岡市左衛門の居城址と言われている。北端を秋田県道29号横手大森大内線（大森街道）が東西に横断しており、秋田自動車道の横手北スマートICがある。
全域が都市計画区域に含まれるが、区域区分非設定区域となっている。都市計画法上の用途地域には指定されていない。

### 小字
2024年（令和6年）10月5日時点での「横手市（秋田地方法務局大曲支局）登記所備付地図データ」、デジタル庁公表の「アドレス・ベース・レジストリ」の「秋田県 横手市 町字マスター（フルセット） データセット」、横手市公表のオープンデータによれば、猪岡の小字は以下の通りである。
| 町・字 | 町・字       | 出典 | 出典         | 出典       |
| 大字   | 小字         | 登記 | 町字マスター | 行政区一覧 |
| ------ | ------------ | ---- | ------------ | ---------- |
| 猪岡   | 字猪岡       | ○    | ○            | ○          |
| 猪岡   | 字萱原       | ○    | ○            | ○          |
| 猪岡   | 字岩野沢     | ○    | ○            | ○          |
| 猪岡   | 字岩野沢下   | ○    | ○            | ○          |
| 猪岡   | 字高口       | ○    | ○            | ○          |
| 猪岡   | 字高口除堰南 | ○    | ○            | ○          |
| 猪岡   | 字皿川西     | ○    | ○            | ○          |
| 猪岡   | 字山神下     | ○    | ○            | ○          |
| 猪岡   | 字除堰南     | ○    | ○            | ×          |
| 猪岡   | 字沼下       | ○    | ○            | ○          |
| 猪岡   | 字菖蒲谷地   | ○    | ○            | ○          |
| 猪岡   | 字水越       | ○    | ○            | ○          |
| 猪岡   | 字水上       | ○    | ○            | ○          |
| 猪岡   | 字川口       | ○    | ○            | ○          |
| 猪岡   | 字鷹匠道下   | ○    | ○            | ○          |
| 猪岡   | 字中堰西     | ○    | ○            | ○          |
| 猪岡   | 字中猪岡     | ○    | ○            | ○          |
| 猪岡   | 字中野       | ○    | ○            | ○          |
| 猪岡   | 字中野道下   | ○    | ○            | ○          |
| 猪岡   | 字田面原     | ○    | ○            | ○          |
| 猪岡   | 字八幡       | ○    | ○            | ○          |
| 猪岡   | 字竜ノ末     | ○    | ○            | ○          |
| 猪岡   | 字樋脇       | ○    | ○            | ○          |
| 猪岡   | 字長瀞       | ○    | ○            | ○          |

## 歴史
正保4年（1647年）の『出羽国知行高目録 下』には井岡村とあり、新田と肩書がされている。享保年間までの村高を記録した郷帳に記載された町名を調べた『平鹿郡御黒印吟味覚書』では、井岡村、井野岡村、猪岡村と村名が変遷する。享保15年（1730年）の『六郡郡邑記』によると、井野岡村は家数32軒、支郷に中猪野岡村（家数13軒）・岩野沢村（同6軒）・水越村（同1軒）・高口村（同1軒）がある。
菅江真澄の『雪の出羽路 平鹿郡』では、岩野沢村は家がなくなり、天明・寛政期に開墾された樋脇村ができ、享保年間に開発された田茂木村があると紹介している。
猪岡字水上には、猪岡館と称される中世の城館跡がある。築城者は不明であるが、居城者については『雪の出羽路 平鹿郡』では猪岡市左衛門、『秋田沿革史大成』では猪岡平左衛門と記されている。主郭と伝えられる南側の平坦地は、1946年から1947年頃にかけて開墾され、現在は農地となっているが、一部に遺構が残る。北に連接する腰郭もほぼ同規模であったが、同時期の開墾により遺構は消滅した。ただし、主郭の外周に築かれた土塁の一部は、南西隅にわずかにその形跡をとどめている。
慶長8年（1603年）10月5日、反佐竹派の小野寺氏旧臣が六郷城を襲撃し、これに猪岡村の者たちも加わったと伝えられている。

### 沿革
- 1873年（明治6年）2月 - 秋田県第6大区小2区に属する[18]。
- 1874年（明治7年）11月3日 - 旭小学校の前身となる「猪岡学校」が、猪岡村水上に開校[19]。
- 1889年（明治22年）4月 - 町村制施行に伴い、赤坂村・三本柳村・赤川村・猪岡村・清水町新田村・塚堀村が合併し、旭村となる[20]。猪岡村は旭村大字猪岡となる[21]。村役場が猪岡字水上4番地に置かれる[20]。
- 1937年（昭和12年）7月21日 - 旭郵便局が、猪岡字水上13番地に開局[22]。
- 1941年（昭和16年）10月1日 - 旭郵便局が、猪岡字長瀞2番地1に移転[22]。
- 1951年（昭和26年）4月1日 - 旭村が栄村とともにが横手町に編入、同時に市制を施行[23]。横手市猪岡となる[21]。
- 1958年（昭和33年）4月1日 - 旭保育園が開園[24]。
- 1960年（昭和35年）4月1日 - 横手市役所旭支所が、赤坂に移転[20]。
- 1972年（昭和47年）9月11日 -  旭郵便局が、現在地に移転[22]。
- 1976年（昭和51年）7月7日 - 旭公民館が、旭小学校跡地の[25]猪岡字水上91番地2に開館。市役所旭支所が当地へ移転[26]。
- 2008年（平成20年） - 総合交流促進施設「旭ふれあい館」が、猪岡字水上91番地2[27]に開館[28]。
- 2019年（令和元年）8月4日 - 秋田自動車道の横手北スマートICが供用開始[29]。

## 世帯数と人口
2020年（令和2年）10月1日現在の世帯数と人口は以下の通りである。
| 大字 | 小字       | 世帯数  | 人口  |
| ---- | ---------- | ------- | ----- |
| 猪岡 | 字中野道下 | 23世帯  | 77人  |
| 猪岡 | 字沼下     | 39世帯  | 125人 |
| 猪岡 | 字岩野沢   | 97世帯  | 292人 |
| 猪岡 | 字中堰西   | 37世帯  | 118人 |
| 計   | 計         | 196世帯 | 612人 |

### 人口・世帯数の推移
以下は国勢調査による1995年（平成7年）以降の人口の推移。
| 年                 | 人口 |
| ------------------ | ---- |
| 1995年（平成7年）  | 623  |
| 2000年（平成12年） | 580  |
| 2005年（平成17年） | 534  |
| 2010年（平成22年） | 597  |
| 2015年（平成27年） | 638  |
| 2020年（令和2年）  | 612  |

以下は国勢調査による1995年（平成7年）以降の世帯数の推移。
| 年                 | 世帯数 |
| ------------------ | ------ |
| 1995年（平成7年）  | 149    |
| 2000年（平成12年） | 154    |
| 2005年（平成17年） | 151    |
| 2010年（平成22年） | 175    |
| 2015年（平成27年） | 197    |
| 2020年（令和2年）  | 196    |

## 小・中学校の学区
市立小・中学校に通う場合、学区（校区）は以下の通りとなる。
| 小字 | 小学校           | 中学校               |
| ---- | ---------------- | -------------------- |
| 全域 | 横手市立旭小学校 | 横手市立横手南中学校 |

## 交通

### 道路
- 秋田自動車道
  - 横手北スマートIC
- 秋田県道267号金沢吉田柳田線
- 秋田県道29号横手大森大内線（主要地方道）

## 施設
- 神明社（字長瀞）[36]
祭神：天照皇大神・大山祇大神・御年大神・誉田別大神[36]
大同3年（808年）に八幡宮として猪岡村字八幡に鎮座。その後、社殿が荒廃し、神像も失われていたが、慶長年間、地頭の宇留野源兵衛尉が神託を受けて捜索を行ったところ、神像を八幡沼の泥中より発見したとされる。この場所から清水が湧き出したことから、沼は「清水沼」と呼ばれ、社は「清水宮」と称されるようになった。1910年（明治43年）9月15日に天照皇大神と大山祇大神を祀っていた山神社を合祀し、村社となった。さらに1913年（大正2年）10月22日には「神明社」と改称された[36]。
- 旭郵便局（字長瀞2番地3）[37]
- 旭保育園（字沼下145番地2）[38]
- 総合交流促進施設「旭ふれあい館」〈旭地区交流センター〉（字水上91番地2）[27]